# Овесарки
Овесарките (на латински: Emberiza) са род пойни птици. Дължината им достига до 20 cm. Съществуват 45 вида. Има и изчезнали видове. Срещат се в гората, в равнините, край водите и т.н. В България има 9 вида – постоянни, скитащи, прелетни, охранявани. Мътят от 4 до 6 яйца, обикновено 2 пъти в годината. Хранят се с насекоми и семена.

## Списък на видовете
- Жълта овесарка, Emberiza citrinella
- Белоглава овесарка, Emberiza leucocephalos
- Зеленогуша овесарка Emberiza cirlus
- Emberiza koslowi
- Сивоглава овесарка, Emberiza cia
- Emberiza godlewskii
- Emberiza cioides
- Emberiza jankowskii
- Emberiza buchanani
- Emberiza cineracea
- Градинска овесарка, Emberiza hortulana
- Emberiza stewarti
- Пепелява овесарка, Emberiza caesia
- Emberiza sahari
- Emberiza striolata
- Emberiza impetuani
- Emberiza tahapisi
- Emberiza socotrana
- Emberiza capensis
- Emberiza yessoensis
- Emberiza tristrami
- Emberiza fucata
- Малка овесарка, Emberiza pusilla
- Emberiza chrysophrys
- Белогуша овесарка, Emberiza rustica
- Emberiza elegans
- Emberiza aureola
- Emberiza flaviventris
- Emberiza poliopleura
- Emberiza affinis
- Emberiza cabanisi
- Emberiza rutila
- Черноглава овесарка, Emberiza melanocephala
- Emberiza bruniceps
- Emberiza sulphurata
- Emberiza spodocephala
- Emberiza variabilis
- Emberiza pallasi
- Тръстикова овесарка, Emberiza schoeniclus
- Emberiza alcoveri